# Кольнічкі
Кольнічкі (пол. Kolniczki, нім. Kollnitz) — село в Польщі, у гміні Нове-Място-над-Вартою Сьредського повіту Великопольського воєводства.
Населення — 311 осіб (2011).
У 1975-1998 роках село належало до Познанського воєводства.

## Демографія
Демографічна структура станом на 31 березня 2011 року:
|          | Загалом | Допрацездатний вік | Працездатний вік | Постпрацездатний вік |
| -------- | ------- | ------------------ | ---------------- | -------------------- |
| Чоловіки | 157     | 54                 | 86               | 17                   |
| Жінки    | 154     | 40                 | 85               | 29                   |
| Разом    | 311     | 94                 | 171              | 46                   |